# Дора (ТВ серија из 2024)
Дора је предстојећа компјутерски анимирана предшколска рибут серија оригиналне серије. Биће премијерно приказана у пролеће 2024. на Paramount+.

## Радња
TBA

## Ликови
- Дора Маркез (глас позајмила Дијана Зермењо)
- Мајмун Чизмица (глас позајмио Ашер Спенс)
- Бик Бени (глас позајмио Квинтун Муњоз-Радемахер)
- Игуана Иса (глас позајмила Танди Фомуконг)
- Веверица Тико (глас позајмио Донован Монзон-Сандерс)
- Сењор Тукан (глас позајмио TBA)
- Мапа (глас позајмила Анаирис Кињонес)
- Лисац Крадљивац (глас позајмио Марк Вајнер)
- Фијеста Трио
  - Жаба (глас позајмио Дени Бурштајн)
  - Мармозет (глас позајмио Дени Бурштајн)
  - Армадило (глас позајмила Анаирис Кињонес)
- Ранац (глас позајмила Катарина Скај)
- Дијего Маркез (глас позајмио TBA)
- Беба Јагуар (глас позајмио TBA)
- Мргудић трол (глас позајмио Дени Бурштајн)
- Велико црвено пиле (глас позајмио Крис Гифорд)
- Гусарско прасе (глас позајмио Крис Гифорд)
- Истраживачке звезде (глас позајмили TBA)
- Елана Маркез (глас позајмила TBA)
- Кол Маркез (глас позајмила TBA)

## Улоге
| Улога                   | Оригинални глас      | Српски глас                            |
| ----------------------- | -------------------- | -------------------------------------- |
| Дора Маркез             | Дијана Зермењо       | Мина Ивановић                          |
| Мајмун Чизмица          | Ашер Спенс           | Виктор Мајер                           |
| Бик Бени                | Квинтон Муњоз        | Марко Јакшић                           |
| Игуана Иса              | Танди Фомуконг       | Ива Мајер                              |
| Веверица Тико           | Донован Монзон       | Лазар Перишић                          |
| Ранац                   | Катарина Скај        | Огњан Арсенијевић                      |
| Мапа                    | Анаирис Кињонес      | Јана Пауновић                          |
| Лисац Крадљивац         | Марк Вајнер          | Милан Тубић                            |
| Елена Дафне Маркез      | Кетлин Харис         | Јована Цавнић (С1Е2а) Ања Орељ (С1Е3б) |
| Кол Маркез              | Мајк Смит Ривера     | Милан Антонић                          |
| Изабела Маркез          | Дијана Зермењо       | Ивана Тењовић                          |
| Гиермо Маркез           |                      |                                        |
| Абуела                  | Марија Каналс-Барера | Валентина Павличић                     |
| Јуриду                  | Табу                 | Милан Антонић                          |
| Лорито                  | Катарина Скај        | Ивана Тењовић                          |
| Лоритова мама           | Анаирис Кињонес      | Ивана Тењовић                          |
| Змај #1                 | непознато            | Марко Марковић                         |
| Дуга                    | Анаирис Кињонес      | Маријана Живановић                     |
| Ружица #1               | Анаирис Кињонес      | Јана Пауновић                          |
| Ружица #2               | Анаирис Кињонес      | Ирина Арсенијевић                      |
| Ружица #3               | Анаирис Кињонес      | Маријана Живановић                     |
| Вртоглава жута трчаница | Катарина Скај        | Маријана Живановић                     |
| Стонога Синтија         | Роксана Ортега       | Ања Орељ                               |
| Але                     | Кејт дел Кастиљо     | Маријана Живановић                     |
| Алебриха крокодил       | непознато            | Лазар Перишић                          |
| Алебриха #1             | Анаирис Кињонес      | Ивана Тењовић                          |
| Алебриха #2             | Катарина Скај        | Јана Пауновић                          |
| Алебриха #3             | Анаирис Кињонес      | Ивана Тењовић                          |
| Гили риба #1            | Донован Монзон       | Петра Семиз                            |
| Гили риба #2            | Донован Монзон       | Јована Чуровић                         |
| Гили риба #3            | Донован Монзон       | Огњан Арсенијевић                      |
| Змај #2                 | Мајк Смит Ривера     | Марко Марковић                         |
| Бип-бип                 | Донован Монзон       | Маријана Живановић                     |
| Хоботница Вал           | Елејн дел Вале       | Јована Цавнић                          |
| Сењор Тукан             | TBA                  | TBA                                    |
| Жаба                    | Дени Бурштајн        | TBA                                    |
| Мармозет                | Дени Бурштајн        | TBA                                    |
| Армадило                | Анаирис Кињонес      | Ирина Арсенијевић                      |
| Дијего Маркез           | TBA                  | TBA                                    |
| Беба Јагуар             | TBA                  | TBA                                    |
| Мргудић трол            | Дени Бурштајн        | TBA                                    |
| Велико црвено пиле      | Крис Гифорд          | TBA                                    |
| Гусарско прасе          | Крис Гифорд          | TBA                                    |
| Истраживачке звезде     | TBA                  | TBA                                    |
| Кишни облак             | Дени Бурштајн        | Милош Ђуричић                          |

## Емитовање у Србији
У Србији серија ће бити премијерно емитована у априлу 2024. године на каналу Nick Jr. синхронизована на српски језик.